# مقاطعة هنري (أوهايو)
مقاطعة هنري (بالإنجليزية: Henry County)‏ هي إحدى مقاطعات ولاية أوهايو في الولايات المتحدة الأمريكية.

## أعلام
- روبرت كينغستون سكوت